# Cent mètres au paradis
Albums de Les Innocents
Fous à lier
(1992)
Singles
1. Cent mètres au paradis
Sortie : 1989
2. Saint-Sylvestre
Sortie : 1989
3. Miss Monde pleure
Sortie : 1990

Cent mètres au paradis est le premier album signé par Les Innocents, sorti en 1989.
L'album est enregistré entre décembre 1988 et mars 1989 aux studio ICP à Bruxelles.

## Liste des titres
Toutes les chansons sont écrites et composées par Rico, J. P. Nataf et Jean-Christophe Urbain.
| 1.    | Saint-Sylvestre            | 3:25 |
| 2.    | Miss Monde pleure          | 4:06 |
| 3.    | En attendant mieux         | 4:10 |
| 4.    | La Brûlure indienne        | 4:14 |
| 5.    | Ruineville                 | 5:08 |
| 6.    | Un chien en hiver          | 3:45 |
| 7.    | Cent mètres au paradis     | 3:57 |
| 8.    | Jane (Jusqu'au long adieu) | 4:23 |
| 9.    | Rien n'est vrai            | 3:31 |
| 10.   | Les Fantômes de Lorraine   | 4:25 |
| 41:04 |                            |      |